# Стоноге
Стоноге (Myriapoda) су зглавкари који се заједно са инсектима сврставају у подтип унирамија. Припадају им сувоземне врсте са израженом хомономном сегментацијом и са једним или два пара ногу на сваком трупном сегменту. Многе стоноге су отровне, а њихов ујед је јако болан. Отровне врсте стонога су обично обојене јарким бојама, којим упозоравају друге животиње да су опасне.

### Спољашња анатомија
Тело је покривено хитинском кутикулом која је понекад прожета кречом и подељено је на два региона:
1. главени, на коме се налази :
пар антена
пар мандибула
два пара максила
групе простих очију - оцела;
2. трупни, изграђен од већег броја сегмента (од 10 до 173) на којима се налазе по један или два пара екстремитета (по томе су добили име).

### Унутрашња анатомија
Стоноге дишу преко трахеја чији су отвори (сигме) распоређени дуж бочних страна тела. Крвни систем је отвореног типа са срцем смештеним на леђној страни и са по паром остија у сваком сегменту. Излучивање се обавља Малпигијевим цевчицама. Црево је у облику праве цеви чије су предње и задње црево обложени кутикулом и имају ектодермално порекло, док је средње црево ендодермалног порекла. Нервни систем је лествичаст, у сваком сегменту се налази по пар ганглија, а у главеном региону су главене ганглије и околождрелне комисуре.

## Класификација и филогенија
Подтип стонога подељен је на четири класе: Chilopoda, Diplopoda, Pauropoda и Symphyla. Подтип је настао у Силуру, а филогенетски најпримитивнија је класа Symphyla.